# Double Nelson
Pour les articles homonymes, voir Full et Nelson.
Le double nelson ou Full Nelson est une technique de contrôle utilisée en lutte ou au catch qui consiste à faire glisser ses deux bras sous les aisselles de son adversaire puis à joindre ses deux mains derrière la nuque de l'adversaire et à pousser dessus. C'est une double clef de tête pouvant être dangereuse pour les vertèbres cervicales.
L'usage du Full Nelson dans les sports de combat est limité. C'est plus une technique d'immobilisation ou de soumission servant à contrôler un adversaire qu'une technique permettant de finir réellement un combat.

Le déroulement du Full Nelson en 4 étapes présenté par Farmer Burns (1912).
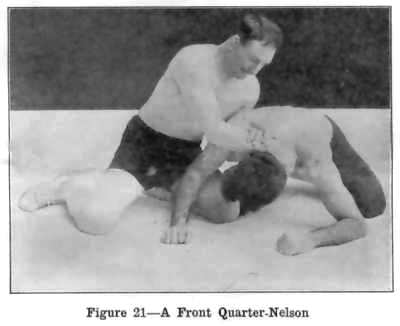
Full Nelson exécuté au quart
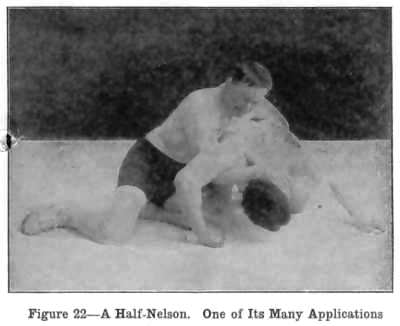
Full Nelson exécuté à la moitié, ou simple Nelson.
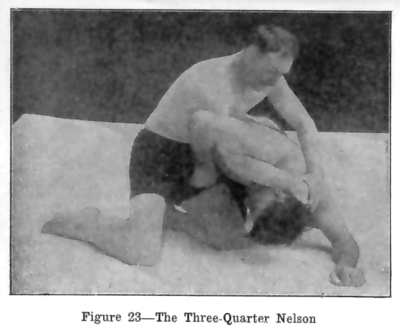
Full Nelson exécuté aux trois-quarts.
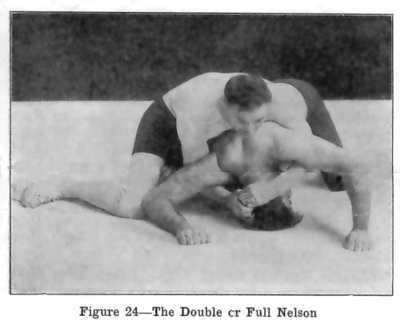
Full Nelson complet.